# Hotokegaura

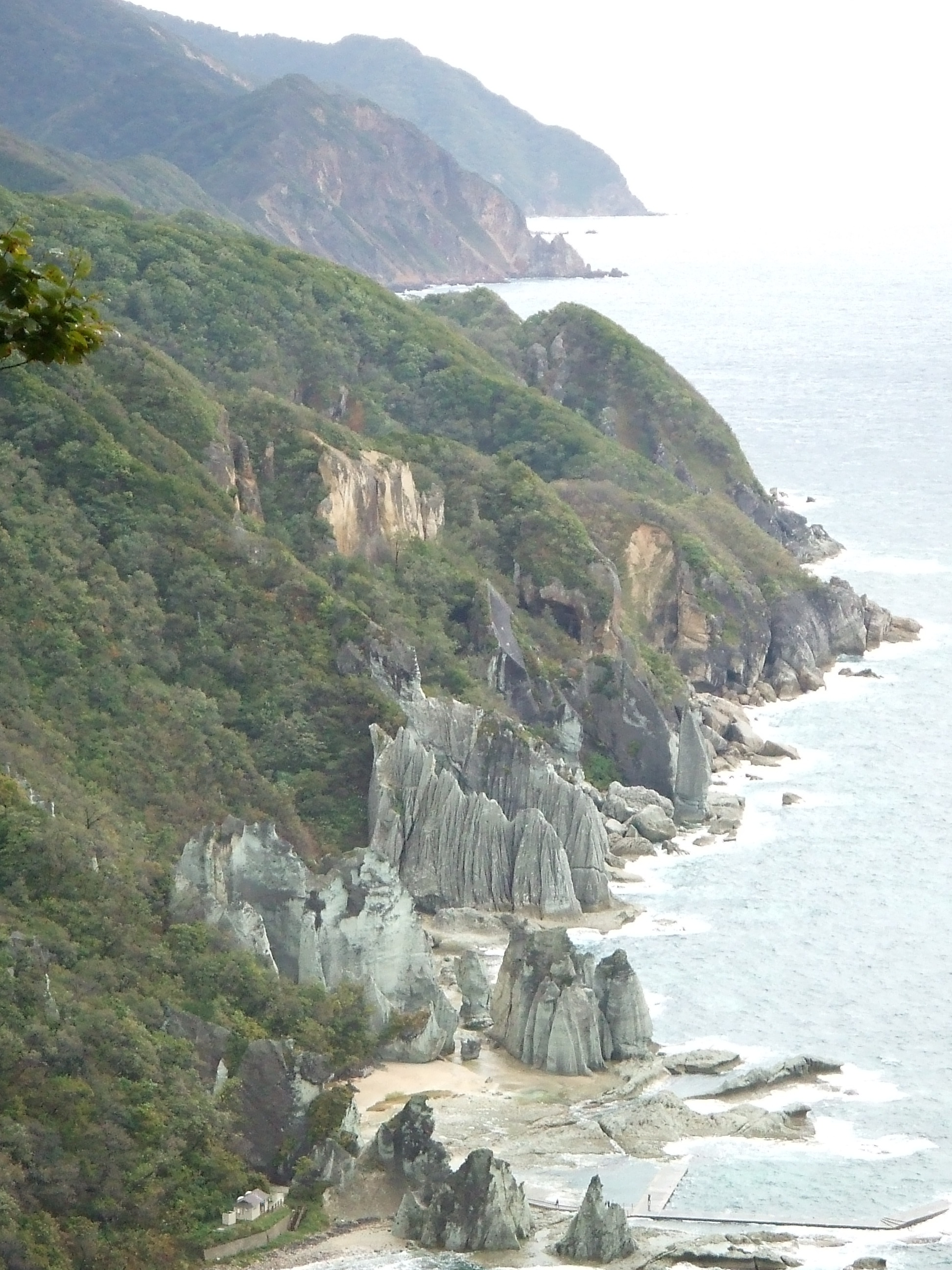
Hotokegaura, na costa oeste da península de Shimokita.

Os Hotokegaura (仏ヶ浦, hotokegaura) são uma série de formações rochosas esculpidas por fenómenos naturais nas falésias da vila de Sai, localizada na península de Shimokita, província de Aomori, no Japão.
Assemelhando-se a Budas, estes pilares de forma pouco habitual são uma atracção turística a esta parte remota do Japão.